# Ethel Parsons
Ethel Parsons (Benington Village, Ohio, 18 de setembro de 1882 − Bexar, Texas, 3 de novembro de 1953) foi uma enfermeira norte-americana, considerada pioneira na introdução da Enfermagem moderna, no Brasil. Em 1904, concluiu sua formação no Grant Hospital Training School, na cidade de Columbus. Em 1915, especializou-se em Enfermagem de Saúde Pública, no Teachers College da Universidade Columbia, em Nova Iorque. Trabalhou para a Cruz Vermelha Americana durante a Primeira Guerra Mundial e a epidemia de gripe espanhola de 1918.
Foi convidada para liderar um projeto da Fundação Rockefeller de apoio ao desenvolvimento da Enfermagem, no Brasil. Na época, não havia uma formação adequada para os trabalhadores da área, no país. Em 05 setembro de 1921, Ethel desembarcou no Rio de Janeiro para coordenar a "Missão de Cooperação Técnica para o desenvolvimento da enfermagem moderna no Brasil", apelidada de "Missão Parsons". O médico sanitarista Carlos Chagas era o diretor do Departamento Nacional de Saúde Pública (DNSP) e teve participação ativa neste processo.
Até 1931, quando retornou para os EUA por problemas de saúde, ela apoiou o governo brasileiro, realizando a formação de inúmeras turmas de enfermeiras e visitadoras. Sua atuação foi fundamental para a instalação, em 1923, da escola de enfermeiras do DNSP, que, hoje, corresponde à Escola de Enfermagem Anna Nery da Universidade Federal do Rio de Janeiro.

## Leituras adicionais
- Peters AA, Peres MAA, Padilha MI, D’Antonio P, Aperibense PGGS, Santos TCF, Gómez-Cantarino MS. Ethel Parsons’ biographical characteristics: leadership in American and Brazilian nursing. Rev Esc Enferm USP. 2022;56:e20220320. https://doi.org/10.1590/1980-220X-REEUSP-2022-0320en